# Machowino
Machowino [maxɔˈvinɔ] (tiếng Đức: Groß Machmin) là một ngôi làng thuộc khu hành chính của Gmina Ustka, thuộc hạt Słupsk, Pomeranian Voivodeship, ở miền bắc Ba Lan. Nó nằm khoảng 11 kilômét (7 mi)   phía đông Ustka, 10 km (6 mi) phía bắc Słupsk và 108 km (67 mi) phía tây thủ đô khu vực Gdańsk.
Trước năm 1945, khu vực này là một phần của Đức. Đối với lịch sử của khu vực, xem Lịch sử của Pomerania.
Làng có dân số 500 người.